# سیارک ۱۴۹۷۲
سیارک ۱۴۹۷۲ (به انگلیسی: 14972 Olihainaut، نامگذاری:1997QP3) چهارده هزار و نهصد و هفتاد و دومین سیارک کشف شده‌است که در ۳۰ اوت ۱۹۹۷ کشف شد.
قدر مطلق سیارک برابر ۱۴.۸ است.